# NGC 3684
NGC 3684 is een spiraalvormig sterrenstelsel in het sterrenbeeld Leeuw. Het hemelobject werd op 17 maart 1831 ontdekt door de Britse astronoom John Herschel.

## Synoniemen
- UGC 6453
- MCG 3-29-50
- ZWG 96.47
- IRAS 11245+1718
- PGC 35224